# Cindy Burger
Cindy Burger (Volendam, 25 novembre 1992) è un'ex tennista olandese.

## Biografia
Ha vinto 7 titoli in singolare e 6 titoli nel doppio nel circuito ITF in carriera. Il 7 novembre 2016 ha raggiunto il best ranking mondiale nel singolare, nr 134; il 16 gennaio 2017 ha raggiunto il miglior piazzamento mondiale nel doppio, nr 163.
Ha debuttato nel tabellone principale di un torneo WTA al Copa Colsanitas 2015, dove ha perso al primo turno da Monica Puig.
Ha rappresentato la squadra olandese di Fed Cup nel biennio 2016-2017 senza tuttavia riuscire a conquistare successi nei tre incontri disputati.